# Stiftung Deutscher Offizier Bund
Die Stiftung Deutscher Offizier Bund (DOB) ist eine Stiftung bürgerlichen Rechts mit Sitz in Bonn.

## Organisation
Die Stiftung ist eine rechtsfähige und selbständige Stiftung bürgerlichen Rechts und ist nach eigenen Angaben parteipolitisch und konfessionell unabhängig und bundesweit tätig sowie Mitglied im Bundesverband Deutscher Stiftungen.

### Mitglieder des Präsidiums
- Nikolaus Graf Adelmann, Oberstleutnant a. D.  (Vorsitzender)
- Helmut Kolb, Oberst a. D. (Stellvertretender Vorsitzender)
- Ludwig Simmel, Oberstleutnant a. D. (Schatzmeister)
- Werner Heinz, Oberstabsfeldwebel a. D.
- Dieter Herzing, Hauptmann a. D.  (Ehrenvorsitzender)

### Mitglieder des Beirats
- Beate Jung (Schirmherrin der Aktion Sorgenkinder in Bundeswehrfamilien im Bundeswehr-Sozialwerk e. V.)
- Wolfgang Schneiderhan, General a. D. (ehemaliger Generalinspekteur der Bundeswehr)
- Rudolf Winkler, Oberst a. D.
- Dieter Kaiser, Hauptmann a. D.

## Entwicklungshistorie

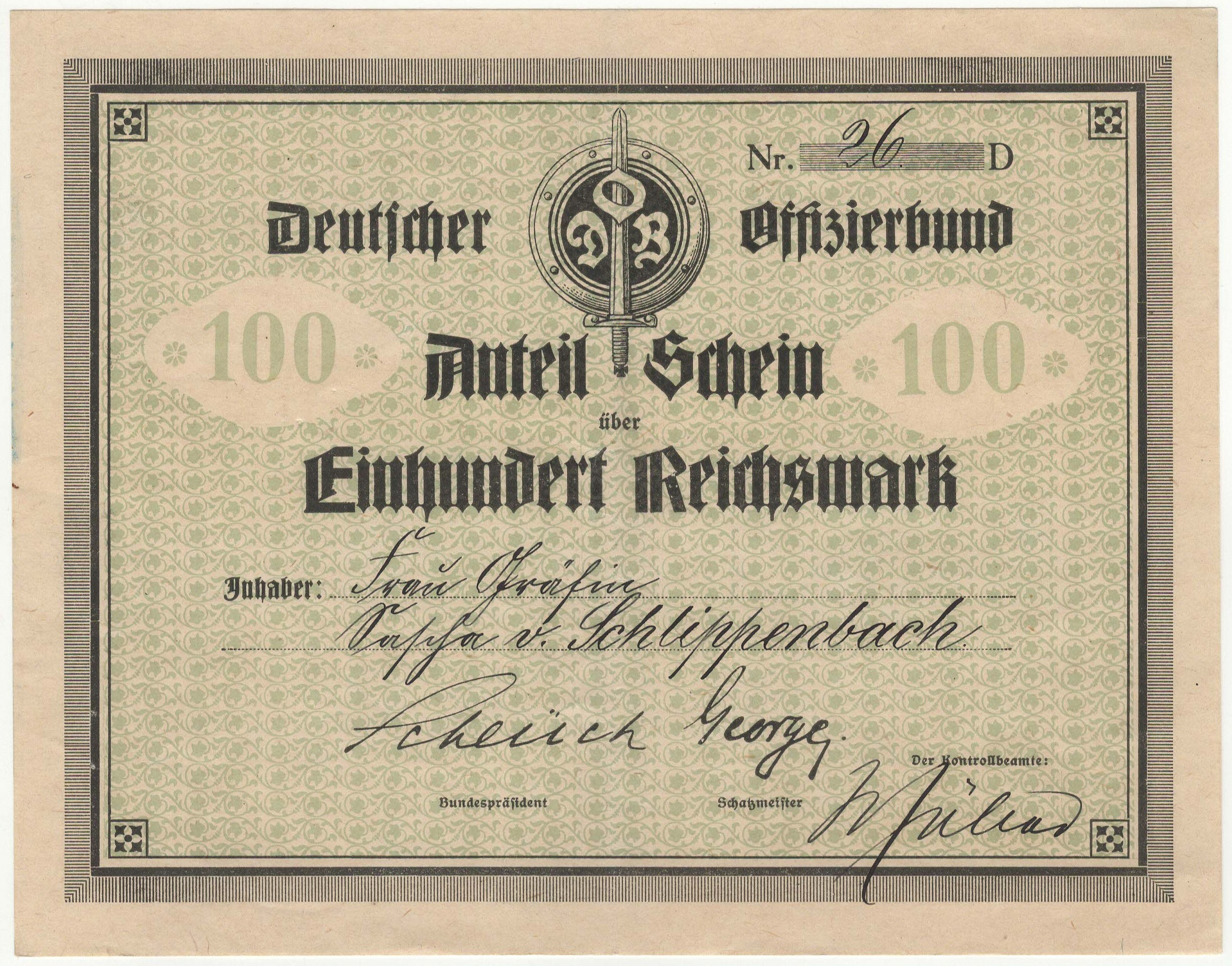
Anteilschein über 100 RM des Deutschen Offizierbund, ca. 1930

Namensgeber der heutigen Stiftung war der Verband Deutscher Offizier Bund (DOB), der am 5. Dezember 1918 in Berlin gegründet wurde. Er verstand sich als Interessenvertretung der aus dem Ersten Weltkrieg heimkehrenden deutschen Soldaten in Standes- und Wirtschaftsfragen. In der Zeit des Nationalsozialismus wurde der DOB mit anderen Vereinigungen gleichgeschaltet und 1943 aufgelöst. Im Jahr 1952 erfolgte eine Neugründung durch die Offizier-Wohlfahrts-Gemeinschaft (OWG), die die Rechtsnachfolge des DOB antrat und das restliche Vermögen – in Form von Immobilien – verwaltete. Die OWG gründete ihrerseits 1994 die Stiftung Deutscher Offizier Bund und übertrug ihr Vermögen. Anschließend löste sich die OWG auf.

## Zweck und Ziele der Stiftung
Grundsätzlich verfolgt die Stiftung Deutscher Offizier Bund zwei Werte: Zum einen möchte sie gemeinnützige Organisationen und Personen, die unverschuldet in Not geraten sind, unterstützen, sofern die Voraussetzungen des § 53 der Abgabenordnung erfüllt sind, zum anderen über die Grundwerte des Grundgesetzes und der parlamentarischen Demokratie aufklären.

### Operativer Bereich
Die Stiftung organisiert und finanziert Erholungsmaßnahmen zur Verbesserung bzw. Wiederherstellung der Gesundheit von geistig und körperlich Behinderten. Außerdem führt sie Seminare und Vorträge durch und beteiligt sich an sonstigen Veranstaltungen, die der Auseinandersetzung mit den Grundwerten des Grundgesetzes, der parlamentarischen Demokratie und der Zukunft Europas dienlich sind.

### Finanzielle Förderungen
Eine besondere Aufmerksamkeit besitzen bei der Unterstützung Einrichtungen, die aktive sowie ehemalige Soldaten unterstützen.
- Soldatentumorhilfen bei den Bundeswehrkrankenhäusern
- Aktion Sorgenkinder in Bundeswehrfamilien des Bundeswehr-Sozialwerkes e. V.
- Soldatenhilfswerk der Bundeswehr e. V.
- Volksbund Deutsche Kriegsgräberfürsorge e. V.